# Pseudodinia varipes
Pseudodinia varipes är en tvåvingeart som beskrevs av Daniel William Coquillett 1902. Pseudodinia varipes ingår i släktet Pseudodinia och familjen markflugor. Inga underarter finns listade i Catalogue of Life.